# Jelcz PR100E
Jelcz-Berliet PR100E – prototypowy trolejbus bazujący na autobusie Jelcz-Berliet PR100. Wyprodukowano go w warszawskim MZA, a testowany był w 1977 r. w Warszawie przy ulicy Stawki, gdzie rozwieszono kilkadziesiąt metrów sieci trakcyjnej. Po zakończeniu testów pojazd został oddany do Gdyni. Posiadał pomocniczy generator prądotwórczy firmy Ursus. Został zezłomowany na początku lat 80.